# Dryadella gnoma
Dryadella gnoma är en orkidéart som först beskrevs av Carlyle August Luer, och fick sitt nu gällande namn av Carlyle August Luer. Dryadella gnoma ingår i släktet Dryadella och familjen orkidéer. Inga underarter finns listade i Catalogue of Life.